# Svjetska baština u Južnoj Koreji
Kronološki popis svjetske baštine u Južnoj Koreji po godini upisa na UNESCO-ovu listu:
1. 1995. - Hram u stijeni Seokguram i hram Bulguksa u Gyeongju
2. 1995. - Tripitaka Koreana u skladištima hrama Haeinsa
3. 1995. - Jongmyo svetište u Seulu
4. 1997. - Palača Changdeokgung u Seulu
5. 1997. - Utvrda Hwaseong u Suwonu
6. 2000. - Dolmeni Gochanga, Hwasuna i Ganghwadoa
7. 2000. - Povijesna mjesta u Gyeongju (Daeneungwon, Cheomseongdae, Banwolseong i Hwangnyongsa)
8. 2007. - Vulkanski otok Jeju i vulkanske cijevi
9. 2009. - Kraljevske grobnice dinastije Joseon
10. 2010. - Povijesna korejska sela: Hahoe i Yangdong
11. 2014. - Namhansanseong
12. 2015. - Povijesna mjesta Baekjea
13. 2018. - Sansa, budistički planinski samostani u Koreji
14. 2019. - Seowoni, konfucijanske akademije Koreje
15. 2021. - Getbol, plimne nizine jugozapadne obale Koreje
16. 2023. -  Gayanski tumuli

## Popis predložene svjetske baštine
1. 1994. - Kangjingun peći
2. 1994. - Rezervat prirode planine Soraksan
3. 2002. - Mjesta fosiliziranih dinosaura južne obale Koreje
4. 2010. - Južnokorejske solane
5. 2010. - Petroglifi potoka Daegokcheon (Bangudae)
6. 2010. - Stare planinske utvrde središnje Koreje
7. 2011. - Vlažno područje Upo
8. 2011. - Naganeupseong, gradske utvrde i selo
9. 2011. - Selo Oeam
10. 2012. - Gradske zidine Seula
11. 2017. - Kamene bude i pagode hrama Hwasun Unjusa
12. 2022. - Arheološki ostaci hrama Hoeamsa u gradu Yangju
13. 2023. - Getbol, proširenje
14. 2023. - Mjesta ratne prijestolnice u Busanu

## Poveznice
- Popis mjesta svjetske baštine u Aziji